# توبياس كليمنس
توبياس كليمنس (بالألمانية: Tobias Clemens)‏ مواليد 14 أغسطس 1979 في بون، ألمانيا الغربية، هو لاعب كرة مضرب ألماني سابق بدأ مسيرته كمحترف سنة 2005 وكان يلعب باليد اليمنى. أعلى تصنيف له في الفردي كان المركز الـ 191. أعلى تصنيف له في الزوجي كان 537.

## روابط خارجية
- توبياس كليمنس على موقع رابطة محترفي التنس (الإنجليزية)
- توبياس كليمنس على موقع الاتحاد الدولي لكرة المضرب (الإنجليزية)
- توبياس كليمنس على موقع خلاصة التنس.كوم (الإنجليزية)